# Fešta Sv. Križa u Splitu
Fešta Svetog Križa jest pučka fešta u Splitu. Održava se u mjesecu svibnju, obično kao dio fešte sv. Dujma. Sveti Križ je zaštitnik splitske četvrti Velog Varoša. Tradicionalna je manifestacija. Traje dva dana. Popraćena je obiljem kulturno umjetničkih događanja, od nastupa dalmatinskih klapa, kulturno-umjetničkih društava, koncerata, raznih izložaba.